# Saint-Géron (eau minérale)
 (juin 2021).
Saint-Géron est une marque française d'eau minérale naturelle gazeuse, dont la source se situe à Saint-Géron en Haute-Loire.

## Histoire
On trouve un premier témoignage de la source de Saint-Géron vers 58 av. J.-C. dans la Guerre des Gaules , où Jules César évoque son nom.
C’est au XVIe siècle que l’eau de Saint-Géron voit sa réputation grandir. La source appartient alors à Antoine de Bouille du Charriol, qui épouse Claude de Saint-Géron en 1590. Leur fils Jacques devient le Seigneur de Saint Géron.
Au XVIIe siècle, elle est exploitée par le Seigneur de Saint-Géron qui est marié à la tante du célèbre marquis de La Fayette.
Au XIXe siècle, Jean Casati fait réaliser le captage de la source permettant ainsi de prendre l’eau à la sortie même de la faille rocheuse ; il a fallu alors creuser une tranchée de plus de 80 mètres. A cette époque, la source était nommée « la Font Savade» ou « Fontaine Salée », car l'eau est naturellement gazeuse. 
En 1975, les ventes tombent à 120'000 bouteilles et la production est arrêtée ; c'est la fin de l'exploitation commerciale de la source.
En 1994, la source est achetée par Jean Robert. Le nouveau propriétaire maintient alors le site en état et renouvelle l'autorisation d'exploitation. Il réalise un forage. La nouvelle autorisation officielle d'exploitation est délivrée en 2002. En 2005, la Société d'exploitation de l'eau minérale de Saint Géron est créée. Une usine d'embouteillage est construite et la mise en production a lieu en 2006. Le bâtiment de l’usine est construit en bois, en acier inoxydable et en aluminium.

## Composition
L'eau de Saint Géron est une eau minérale naturelle, Elle est naturellement gazeuse.Sa bouteille est en verre. 
Les propriétés physico-chimiques sont les suivantes : 
- Le pH est de 6,2
- Le résidus à sec à 180°C est de 1158 mg/l

| Composition  |             |
| Magnésium    | 64 mg/l     |
| Bicarbonates | 1191,1 mg/l |
| Sodium       | 207,9 mg/   |
| Potassium    | 18,4 mg/l   |
| Calcium      | 95,7 mg/l   |
| Sulfates     | 20,4 mg/l   |
| Chlorures    | 35,5 mg/l   |
| Nitrates     | 0 mg/l      |

## Positionnement et distribution
La diffusion de l'eau Saint-Géron est volontairement limitée afin de la placer dans le segment haut de gamme du marché des eaux de table. Elle n'est vendue que dans des épiceries « fines » et sur le site d'achat en ligne. Elle est aussi servie dans les restaurants gastronomiques, les brasseries et chez les cavistes.
Elle est principalement vendue à l'exportation.

## Récompenses
L’eau de Saint-Géron a reçu plusieurs récompenses. Au XIXe siècle, elle reçoit quatre médailles lors d’expositions industrielles : à Nîmes en 1888, à Paris en 1889, à Alger en 1889 et à Nice en 1890[réf. nécessaire]. En 2010, elle est représentante officielle de la France à l’exposition universelle de Shanghai[réf. nécessaire]. En 2018, elle reçoit une médaille d'or au concours international des eaux gourmet et une autre au concours international des eaux gazeuses[réf. nécessaire]. La même année, elle est sélectionnée par le « Collège culinaire de France », association œuvrant au rapprochement des restaurants gastronomiques et des petits producteurs indépendants[réf. nécessaire]. Enfin, elle a reçu le label « La région du goût » de la région Auvergne-Rhône-Alpes[réf. nécessaire]. 